# Mont Tsurumi
Le mont Tsurumi (鶴見岳, Tsurumidake) est un volcan culminant à 1 375 m d'altitude sur le territoire de la ville de Beppu dans la préfecture d'Ōita au Japon. Ce dôme de lave compte plusieurs sommets dont le mont Kuranoto, le mont Uchi et le mont Garan.